# Межигорка (Винницкая область)
Межигорка (укр. Межигірка) — село на Украине, находится в Немировском районе Винницкой области.
Код КОАТУУ — 0523084002. Население по переписи 2001 года составляет 27 человек. Почтовый индекс — 22830. Телефонный код — 4331.
Занимает площадь 0,581 км².

## История
- В 1945 г. Указом Президиума ВС УССР село Фердинандовка переименовано в Межигорка[1].

## Адрес местного совета
22833, Винницкая область, Немировский р-н, с. Ковалевка